# Rådmansö distrikt
Rådmansö distrikt är ett distrikt i Norrtälje kommun och Stockholms län. 
Distriktet omfattar Rådmansö med kringöar, i sydöstra delen av kommunen. 

## Tidigare administrativ tillhörighet
Distriktet inrättades 2016 och utgörs av socknen Rådmansö i Norrtälje kommun.
Området motsvarar den omfattning Rådmansö församling hade vid årsskiftet 1999/2000.